# Bell Centre
Bell Centre (dawniej Centre Molson) – hala widowiskowo-sportowa znajdująca się w Montrealu w Kanadzie.

## Użytkownicy
Swoje mecze rozgrywa tutaj:
- Montréal Canadiens – NHL

Dawniej swoje mecze rozgrywali tutaj:
- Montreal Rocket – LHJMQ
- Montreal Express – NLL

## Pozostałe informacje
- Adres: 1909 avenue des Canadiens-de-Montréal, Montréal, Québec H3B 5E8
- Rozpoczęcie prac budowlanych: 22 czerwca 1993 rok
- Otwarcie: 16 marca 1996 rok
- Koszt budowy: 270 milionów dolarów kanadyjskich
- Pojemność:
  - hala hokeja: 21 273 miejsc
  - hala teatralna: 5000 do 9000 miejsc

Obok hali znajduje się pomnik byłego hokeisty Montréal Canadiens, Maurice’a Richarda.